# Chana de Somoza
Chana de Somoza es una localidad perteneciente al ayuntamiento de Lucillo (provincia de León), situada a 4 km de distancia respecto a la capital del municipio y a 1.175 m s. n. m. Se engloba dentro del Partido Judicial de Astorga. También son conocidas sus fiestas patronales, con bailes maragatos tradicionales, procesiones, concursos y actividades. A su vez, es un inmejorable mirador de la montaña el Teleno.
Este pequeño pueblo, que durante los meses de verano multiplica su población, cuenta además con numerosos sitios de interés. Uno de ellos es la laguna de Chana de Somoza, situada entre la propia localidad y el monte Teleno, que fue creada cuando los romanos buscaban oro en los montes cercanos.

## Arte
La ermita de la localidad posee un interesante retablo mayor, que se atribuye al escultor astorgano Lucas Gutiérrez, con una imagen de Santiago Peregrino, datada del siglo XVII, por correspondencia con el momento de vida del autor.

## Evolución demográfica
| 2000 | 2001 | 2002 | 2003 | 2004 | 2005 | 2006 | 2007 | 2008 | 2009 | 2010 | 2011 | 2012 |
| 52   | 49   | 48   | 44   | 44   | 43   | 42   | 39   | 38   | 36   | 33   | 34   | 27   |